# Eva Rittmeister
Eva Rittmeister Knieper, née le 5 juillet 1913 à Zeitz et morte le 19 juillet 2004, est une résistante allemande au nazisme, proche de l'Orchestre rouge. Après la guerre, elle exerce comme psychothérapeute.

## Biographie
Eva Knieper est née le 5 juillet 1913 à Zeist. Elle est la fille d'un commerçant. Après l’école, elle suit une formation d’infirmière en pédiatrie, puis travaille comme employée de bureau. Plusieurs sources indiquent cependant qu'elle est comédienne,.
En 1939, elle épouse le médecin et psychanalyste John Rittmeister, de 15 ans son aîné. Par son intermédiaire, elle entre en contact avec les groupes résistants autour de Harro Schulze-Boysen.
Pour préparer son Abitur en 1940, Eva Knieper fréquente le Heilsche Abendgymnasium à Schöneberg. Elle y rencontre, entre autres, Ursula Goetze, Liane Berkowitz, Fritz Thiel (de) et Friedrich Rehmer (de). Ils se réunissent pour discuter et constituent progressivement un groupe de jeunes opposés au nazisme, .
Fin 1941, les Rittmeister font la connaissance du couple Harro et Libertas Schulze-Boysen qui commencent à regrouper des opposants au nazisme, comme  qu'Arvid et Mildred Harnack. Le groupe distribue des tracts et a parfois des contacts avec des diplomates soviétiques qu'ils informent des activités de l'armée allemande. La propagande nazie regroupe cette mouvance d'opposants sous le nom de groupe « l'Orchestre rouge », en référence à ses relations présumées avec l'Union soviétique.
À partir de la mi-juillet 1942, les membres principaux du groupe sont surveillés par la Gestapo et leurs téléphones sur écoute. Informés du début des arrestations, John et Eva Rittmeister parviennent à détruire presque tous les documents en leur possession.
Ils sont arrêtés le 26 septembre 1942 vers 6 heures à leur domicile. Après une brève libération, elle est arrêtée une seconde fois le 5 janvier 1943 et emprisonnée à Berlin, dans la prison de la Kantstraße (de). 
Le deuxième sénat du Reichskriegsgericht la condamne le 12 février 1943 à trois ans de prison « pour avoir écouté des radios ennemies ». Elle est libérée en avril 1945 par l'Armée rouge, alors que son mari John Rittmeister sera condamné à mort et exécuté le 13 mai 1943.

### Après-guerre
Eva Rittmeister épouse en secondes noces, à une date indéterminée, Heinz Hildebrand et est alors connue sous le nom de Eva Hildebrand. Elle exerce comme psychothérapeute et travaille un temps avec Fritz Riemann.

## Distinctions
En 1979, Eva Hildebrand-Rittmeister est la première à obtenir la Médaille John Rittmeister de la Société de psychothérapie médicale de la République démocratique allemande en reconnaissance de ses réalisations particulières en psychothérapie et en psychiatrie sociale. La médaille a été attribuée à 21 personnes, dont seulement trois femmes : elle-même, Irene Blumenthal (de) et Christa Kohler (de).